# 齊橙
齊橙（1969年—），原名龔江輝，男，中國大陸作家與學者。為中國社會科學院工業經濟研究所博士、北京師範大學副教授、起點中文網簽約作者。作品有《工業霸主》、《材料帝國》、《江東突擊營》、《大明地師》、《大國重工》等。